# 毛叶槲栎
毛叶槲栎（学名：Quercus malacotricha）是壳斗科栎属的植物，是中国的特有植物。分布在中国大陆的贵州、四川、云南等地，生长于海拔1,500米至2,800米的地区，多生在阳坡杂木林可，目前尚未由人工引种栽培。